# اویتا (موسیقی متن)
«اویتا» (به انگلیسی: Evita) آلبومی از هنرمند اهل ایالات متحده آمریکا مدونا است که در سال ۱۹۹۶ میلادی منتشر شد.